# Pałac Prezydencki w Port-au-Prince
Pałac Prezydencki w Port-au-Prince (fr. Palais Présidentiel lub Palais National) – rezydencja prezydenta Republiki Haiti, znajdująca się w stolicy kraju, Port-au-Prince. Uległ poważnemu uszkodzeniu podczas trzęsienia ziemi, które nawiedziło Haiti w 2010 roku.

## Historia
Pierwszy pałac w Port-au-Prince został zburzony podczas rewolty w 1869. Kolejny pałac prezydencki został zniszczony w wyniku eksplozji w 1912. Zginął wówczas prezydent Haiti Cincinnatus Leconte i kilkuset wiernych mu żołnierzy. Współczesny pałac wzniesiono w 1918 według projektu cenionego ówcześnie na wyspie architekta Georges'a Baussana.

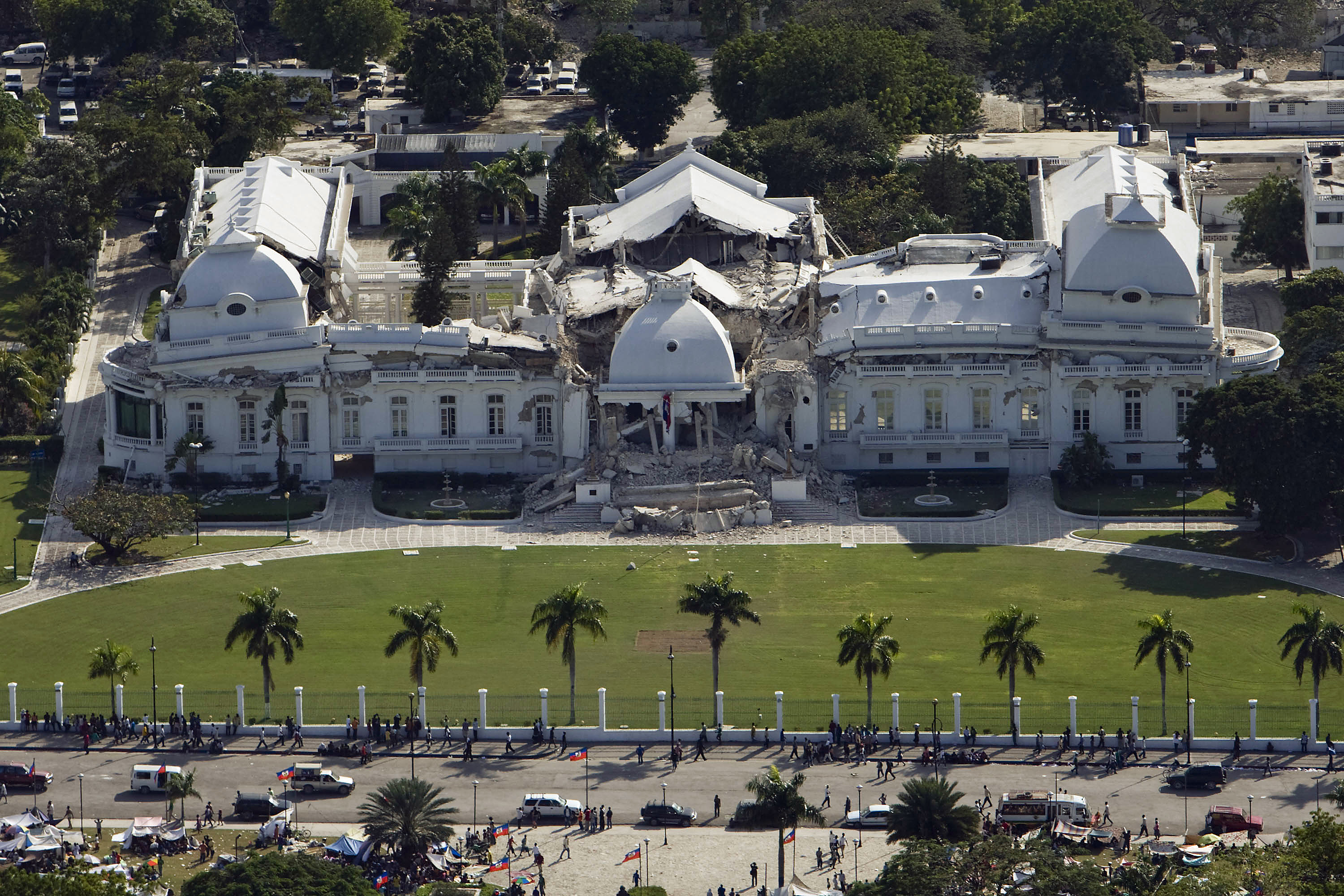
Zniszczenia po trzęsieniu ziemi w 2010

Pałac został częściowo zniszczony 12 stycznia 2010 w wyniku trzęsienia ziemi o magnitudzie 7 stopni w skali Richtera, którego epicentrum znajdowało się w odległości ok. 16 km od Port-au-Prince.

## Architektura
Jak wiele innych budynków użyteczności publicznej na Haiti, Pałac Prezydencki został wybudowany w stylu francuskiego renesansu. Posiadał dwie kondygnacje. U wejścia znajdował się portyk podtrzymywany czterema jońskimi kolumnami. Gmach wieńczyły trzy charakterystyczne białe kopuły. Cały budynek wyróżniał się w krajobrazie miasta białą sylwetką, stąd często był też nazywany haitańskim Białym Domem.